# Christian Kruse
Pour les articles homonymes, voir Kruse (homonymie).
Christian ou Carsten Kruse, né à Hiddigwarden (comté d'Oldenbourg) le 9 août 1753 et mort à Leipzig (royaume de Saxe) le 4 janvier 1827 , est un historien allemand.

## Biographie
Christian Kruse éleva les fils de l'administrateur du duché d'Oldenbourg et fut ensuite chargé de la direction générale des établissements d'instruction de ce duché. Il devint en 1812 professeur d'histoire à Leipzig, et consacra la plus grande partie de sa vie à l'exécution d'un grand atlas (Atlas zur Übersicht der Geographie und Geschichte der europäischen Staaten), où l'on trouve en regard l'une de l'autre la géographie et la chronologie de chaque siècle.
Cet atlas, qui fut révisé par son fils Friedrich Karl Hermann Kruse (de), a été reproduit en français avec de notables améliorations sous le nom d'Atlas historique des États européens par Philippe Le Bas et Félix Ansart, Paris (1832 et 1836), grand in-folio.